# Torri Garibaldi
Le Torri Garibaldi sono due grattacieli di Milano. Si trovano in piazza Freud e sormontano la stazione di Porta Garibaldi.
Dal 2012 ospitano la sede e gli uffici di Maire Tecnimont.

## Progetto originario: torri FS Garibaldi

Vista della torre A nel suo aspetto originario, alle spalle la torre B all'inizio della sua ristrutturazione

Erano state costruite dalle Ferrovie dello Stato per ospitare i propri uffici Trenitalia, affittate all'inizio del secolo XXI a Maire Tecnimont. Alte 100 metri per 25 piani, sono state costruite tra il 1984 e il 1992 su progetto degli architetti Laura Lazzari e Giancarlo Perotta. Gli edifici erano originariamente caratterizzati da una facciata dalla tonalità arancione tenue, con esterni misti a vetrate e copertura solida. Di uguale struttura, le due torri differivano per la forma del tetto: una terminava con un tetto concavo, l'altra con tetto convesso, come rappresentazioni concettuali rispettivamente del maschio e della femmina.

## Nuovo progetto: torri Garibaldi
Il progetto di ristrutturazione totale di facciate e interni, firmato dall'architetto Massimo Roj, è stato avviato a inizio 2008 a partire dalla Torre B. La ristrutturazione è terminata nel settembre 2012. Inoltre le Torri, munite di pannelli solari e materiali isolanti per le pareti, sono autosufficienti a livello energetico, e contano sulle unità Energy Raiser ad alta efficienza energetica, dedicate a climatizzazione e al riscaldamento degli edifici.
Il lavoro ha avuto una divisione in fasi diurne e notturne. La scelta è stata motivata da esigenze legate alla sicurezza dei lavoratori che utilizzano spazi e strumenti di lavoro comuni con turni diversi: di giorno lavorava l'azienda che si occupava degli interni, mentre fino alla mezzanotte lavorava quella che si occupava delle facciate. Sono state in seguito affiancate dai nuovi grattacieli del Progetto Porta Nuova.